# 보해양조
보해양조주식회사(寶海釀造株式會社, BOHAE BREWERY CO., LTD., 한국: 000890)는 1950년 2월 임광행이 설립한 주류전문회사이자, 광주/전남권 굴지의 주류제조 판매회사로 60년이 넘는 역사를 자랑한다. 1988년에 KOSPI에 상장하였고, 매취순, 보해골드, 김삿갓, 곰바우, 천년의아침, 보해복분자주, 잎새주, 아홉시반 등의 각종 주류제품을 제조하며 한때 전북지역 소주시장을 주도해 왔으나 진로 경월 등 대형업체에 밀려 영업이 위축된 데다 건설 외식업 등으로 사업을 확장하는 등 무리수를 둔 탓인지 1995년 7월부터 법정관리에 들어간 보배 인수 물망에 올랐지만 조선맥주에게 빼앗겨 무산됐다.
대표주류로는 부드러운 메이플 소주 “잎새주”, 대한민국의 보해매실농원에서 직접 생산한 청매실 만으로 빚어 맛이 순하고 깨끗한 매실주 “매취순”, 최상급의 순수 대한민국 복분자 원료 100% 사용한 전설의 힘 “보해복분자주”, 대한민국산 쌀로 빚은 파스퇴르 막걸리 “순희” 등이 있다. 최근 새롭게 출시한 신제품 소주로 대한민국 내에서 최초로 최고급 천연원료와 단일주정을 사용하여 만든 “월, 강”을 출시하였다. “월”은 사탕수수 단일주정으로 만들어 시원한 맛이 특징이고 “강”은 열대고구마 단일주정으로 깔끔한 맛을 특징으로 내세워 대한민국 수도권 시장공략을 다시 시작하고 있다.
본사는 대한민국 전라남도 목포시 호남로68번길 36 (대안동)에 있고, 공장은 대한민국 전라남도 장성군 장성읍 보해길 41에 위치하고 있으며, 술의 80% 이상을 차지하는 좋은 물을 찾아나선 끝에 1990년 물 좋기로 유명한 노령산맥 줄기 장성군 장성읍 영천리에 공장을 설립하여 현재까지 방울샘 지하 250m 천연암반수를 사용하여 모든 주류를 제조하고 있다. 전국 각 주요지역에 유통망을 확보하고 있는 최초의 주류전문회사이고, 수출시장도 소주 매실주 복분자주 막걸리 등 다양한 주류로 일본 미국 중국 유럽 동남아 호주 등 세계 각국으로 수출시장을 확대해 나가고 있다. 2004년 대한민국 업계 최초로 미국 시장을 두드려 호평을 받았으며 특이한 병 디자인으로 "럭비공 와인"이라는 별명을 얻었다. 세계와인 경쟁대회에서 은, 동메달을 수상하면서 더 큰 계기를 맞게 됐다. 2005년 보해 복분자가 APEC 정상 만찬주에 오르며 세간의 주목을 받은 것도 화제였다.
2008년 노사상생 우수기업 대한민국 국무총리 표창을 받으며 어려운 경제난 속에서도 노사 상생으로 전통을 지키기 위해 최선을 다하겠다는 입장을 밝히기도 했다.

## 제품소개

### 주류
- 매취순 Original
- 부라더소다
- 천년애
- 잎새주
- 보해골드
- 보해소주
- 보해복분자
- 순희
- 보해셀처 퓨어시티/유자러브
- 여수밤바다

### 선물세트(주류)
- 홍삼복분자선물세트
- 순금매취순
- 보해복분자 드림 세트
- 보해복분자 750ml 세트
- 매취순12년
- 매취순오리지널 3본입 세트
- 매취순 OLD 3본입 세트

### 음료
- 보해매원 (매원,매원디럭스,매원프라임)
- 데뷔 매실 스파클링
- 매실바람
- 복분자원프라임
- 유자원프라임
- 매실추출물골드
- 원매실단

### 선물세트(음료)
- 보해프라임 세트
- 매실추출물 골드 세트
- 매실추출물 세트
- 원매실단 매실추출물
- 원매실단 매실추출물 세트

### 기타제품류
- 보해맛술 선물세트

## 단종제품
- 보해소주
- 보해30
- 시티소주
- 매취
- 술탄오브콜라